# Charlie Christian
Charles Henry Christian (29. juli 1916 – 2. marts 1942) var en amerikansk jazzguitarist. 
På trods af sin korte levetid regnes han for en af swingmusikkens allerstørste musikere og den, der for alvor fik bragt den elektriske guitar i front som et soloinstrument inden for den jazzgenre, der kaldes swing. Derudover var han impliceret i en række lejlighedsorkestre, der eksperimenterede med nye musikalske udtryk, som få år senere blev til jazzens næste hovedstil, bebop.

## Biografi
Christian fødtes I Bonham, Texas, hvor hans far og mor spillede haenholdsvis trompet og klaver bl.a. til stumfilm. I 1918 blev faderen blind og familien flyttede til Oklahoma City, Oklahoma, hvor Charlies mormor boede, og hvor de antagelig kunne få hjælp af hende. Faderen ernærede sig som gademusikant. Han underviste sine sønner, og Charlie måtte deltage i deres optræden som danser så snart han var gammel nok. Senere lærte han at spille ukulele og guitar, og da faderen døde i 1926 overtog han dennes instrument. Charlie var ikke særlig ivrig efter at gå i skole. I stedet udviklede han sine musikalske færdigheder rundt om i byen. 
Om Charlies debut som jazzmusiker, fortalte den ældre broder Clarence i 1978 til Charlie Christians biograf Craig McKinney følgende: Den ældste broder Edward var i 1920’erne og begyndelsen af 1930’erene som pianist leder af et lokalt orkester i Oklahoma City. Efter en personlig uoverensstemmelse mellem Edward og en lokal trompetist, James Simpson, tog denne sammen med guitaristen Ralph Hamilton fat på at optræne Charlie som jazzguitarist. En aften i 1931, da Charlie altså var 15 år fik han lov at spille med i Edwards orkester og hans spil overtrumfede resten af bandet og var en stor sensation. I starten var hans guitar forstærket gennem en normal mikrofon, som han enten holdt mellem knæene eller tøjrede til guitaren med gummibånd. Først i 1937 fik han en elektrisk guitar, en Gibson ES150 med forstærker. Den fulgte ham resten af livet.

## Den musikalske karriere
I de næste år blev Christian et kendt ansigt i hele midtvesten, og hver gang de store navne, som f.eks. Teddy Wilson og Art Tatum kom forbi, spillede han med dem. I 1939 blev han af impresarioen John Hammond anbefalet til Benny Goodman. Goodman ansatte Charlie Christian, og de næste 2 år var han en væsentlig del af Goodmans forskellige smågrupper og hans big-band. På kort tid var Christian blevet en af USA’s mest ansete jazzmusikere og var gået fra en løn på $2,50 pr. aften til $150-200 om ugen.
Efter de officielle jobs mødtes Christian mange aftener med forskellige andre unge musikere og eksperimenterede med nye numre og nye udtryk. Nogle af disse jam-sessions foregik på Minton's Playhouse, en natklub I Harlem, hvor også Thelonius Monk var med. Christians officielle kompositionsliste er ikke lang, men han komponerede sandsynligvis en del af de numre, som Goodmans sekstet spillede. 
Allerede i marts 1942 døde Christian af tuberkulose kun 26 år gammel, men hans musikalske arv vedblev med at øve sin indflydelse i mange år. Han var ikke den første solist på el-guitar, men det var ham, der udviklede og udfordrede instrumentets muligheder, og mange senere musikere, både guitarister (f.eks. Les Paul, Wes Montgomery, B.B. King, Chuck Berry, Jimi Hendrix) og andre (Thelonius Monk, Charlie Parker, Dizzy Gillespie), blev inspireret af hans stil og musikalitet.
Charlie Christian fik en datter i 1932 med Margretta Lorraine Downey, som han dog ikke blev gift med. Datteren, Billie Jean Christian, døde i 2004.